# Jhumpura
Jhumpura é uma vila no distrito de Kendujhar, no estado indiano de Orissa.

## Demografia
Segundo o censo de 2001, Jhumpura tinha uma população de 5265 habitantes. Os indivíduos do sexo masculino constituem 52% da população e os do sexo feminino 48%. Jhumpura tem uma taxa de literacia de 68%, superior à média nacional de 59.5%: a literacia no sexo masculino é de 75% e no sexo feminino é de 61%. Em Jhumpura, 13% da população está abaixo dos 6 anos de idade.